# Pierre-Luc Périchon
Pierre-Luc Périchon (Bourg-en-Bresse, 4 januari 1987) is een Frans voormalig wielrenner die in 2023 zijn carrière afsloot bij Cofidis. Hij nam achtmaal deel aan de Ronde van Frankrijk, met plek 42 (in 2017) als zijn beste eindklassering.

## Carrière
In zijn carrière was Périchon zowel actief op de baan als op de weg. Hij werd kampioen ploegkoers bij de nieuwelingen en junioren, samen met Guillaume Perrot, en later bij meerdere onderdelen en leeftijdscategorieën behaalde hij een podiumplaats op de nationale kampioenschappen, waaronder een derde en een tweede plaats op de ploegkoers bij de elite, nog steeds samen met Perrot.
In 2011 won Périchon de Boucle  de l'Artois, een Franse amateurkoers. Zijn eerste profzege behaalde hij in april 2012 in Parijs-Camembert. Een seizoen later werd hij prof bij Bretagne-Séché Environnement. In zijn eerste jaar als prof nam hij onder meer deel aan Parijs-Roubaix, werd hij zevende in de Tro Bro Léon en won hij een etappe in de Ronde van Bretagne. Zijn debuut in een Grote Ronde volgde in 2015, toen hij in Utrecht aan de start stond van de Ronde van Frankrijk. In de openingstijdrit liet hij slechts vijf renners achter zich.

## Baanwielrennen

### Palmares
| Jaar     | FK                      | EK       | WK       | Overig   |
| Junioren | Junioren                | Junioren | Junioren | Junioren |
| -------- | ----------------------- | -------- | -------- | -------- |
| 2004     | Ploegkoers              |          |          |          |
| 2005     | Puntenkoers             |          |          |          |
| Beloften |                         |          |          |          |
| 2006     | Puntenkoers             |          |          |          |
| 2007     | Ploegkoers, Puntenkoers |          |          |          |
| Elite    |                         |          |          |          |
| 2008     | Ploegkoers              |          |          |          |
| 2009     |                         |          |          |          |
| 2010     |                         |          |          |          |
| 2011     | Puntenkoers             |          |          |          |
| 2012     |                         |          |          |          |
| 2013     | Puntenkoers             |          |          |          |
| 2014     | Ploegenachtervolging    |          |          |          |

## Wegwielrennen

### Overwinningen
2011
2e etappe Ronde van Loir-et-Cher
2012
Parijs-Camembert
2013
7e etappe Ronde van Bretagne
2016
3e etappe Ronde van Savoie
2017
5e etappe Ronde van Savoie
Bergklassement Ronde van Savoie
Duo Normand (met Anthony Delaplace)
2018
Polynormande

### Resultaten in voornaamste wedstrijden
| Jaar | Ronde van Italië | Ronde van Frankrijk | Ronde van Spanje |
| ---- | ---------------- | ------------------- | ---------------- |
| 2013 |                  |                     |                  |
| 2014 |                  |                     |                  |
| 2015 |                  | 81e                 |                  |
| 2016 |                  | 93e                 |                  |
| 2017 |                  | 42e                 |                  |
| 2018 |                  |                     |                  |
| 2019 |                  | 57e                 |                  |
| 2020 |                  | 86e                 | 97e              |
| 2021 |                  | 92e                 |                  |
| 2022 | 94e              | 63e                 |                  |
| 2023 |                  |                     |                  |

| Jaar | Milaan-San Remo | Parijs-Roubaix | Amstel Gold Race | Luik-Bast.‑Luik | Ronde van Lombardije | Waalse Pijl | Parijs-Tours |
| ---- | --------------- | -------------- | ---------------- | --------------- | -------------------- | ----------- | ------------ |
| 2013 |                 | 65e            |                  |                 |                      |             |              |
| 2014 |                 | 128e           |                  |                 |                      |             | 8e           |
| 2015 |                 | 101e           |                  |                 |                      | opgave      |              |
| 2016 |                 |                |                  |                 |                      |             | 165e         |
| 2017 |                 | 55e            |                  |                 |                      |             |              |
| 2018 |                 | 89e            |                  |                 |                      |             |              |
| 2019 |                 |                |                  | opgave          |                      | 88e         | opgave       |
| 2020 |                 |                |                  | 125e            |                      | 101e        |              |
| 2021 | 97e             |                |                  |                 |                      |             |              |
| 2022 | 109e            |                |                  |                 | opgave               |             |              |
| 2023 |                 |                | opgave           |                 |                      |             | 32e          |

## Ploegen
- 2012 –  La Pomme Marseille
- 2013 –  Bretagne-Séché Environnement
- 2014 –  Bretagne-Séché Environnement
- 2015 –  Bretagne-Séché Environnement
- 2016 –  Fortuneo-Vital Concept
- 2017 –  Fortuneo-Oscaro[a]
- 2018 –  Team Fortuneo-Samsic
- 2019 –  Cofidis, Solutions Crédits
- 2020 –  Cofidis
- 2021 –  Cofidis
- 2022 –  Cofidis
- 2023 –  Cofidis

Bideau · Corbel · Delpech · Dion · Duret · Fonseca · Gérard · Guillou · Jarrier · Koretzky · Laengen · Le Montagner · Lequatre · Malacarne · Périchon · Sepúlveda · Vachon · Kudus (stagiair) · Seigneur (stagiair)
Bideau · Corbel · Delaplace · B. Feillu · R. Feillu · Fonseca · Gérard · Guillou · Jarrier · Koretzky · Laborie · Laengen · Le Montagner · Périchon · Sepúlveda · Vachon · Bonnamour (stagiair) · Journiaux (stagiair) · Ledanois (stagiair)
Bideau · Boulo · Brun · Cam · Delaplace · Fédrigo · B. Feillu · R. Feillu · Fonseca · Gérard · Guillou · Hivert · Hoetarovitsj · Jarrier · Laborie · Ledanois · McLay · Périchon · Sepúlveda · Vachon · Bonnamour (stagiair) · Godoy (stagiair) · Madouas (stagiair)
Bonnamour · Bouet · Corbel · Daniel · Delaplace · Feillu · Fonseca · Gérard · Gesbert · Hardy · Jarrier · Jeannesson · Ledanois · McLay · Mourey · Périchon · Pichon · Sepúlveda · Vachon · Vallée · Guernalec (stagiair) · Molly (stagiair) · Riou (stagiair)
Barguil · Bonnamour · Bouet · Carbel · Daniel · Delaplace · Feillu · Fonseca · Gérard · Gesbert · Hardy · Jarrier · Le Roux · Ledanois · Lunke · Maison · Moinard · Périchon · Pichon · Russo · Vachon · Welten
Atapuma · Berhane · N. Bouhanni · R. Bouhanni · Chetout · Claeys · Edet · Fortin · Hansen · Jesús Herrada · José Herrada · Hofstetter · Lafay · Laporte · Le Turnier · Lemoine · Maté · Mathis · Morin · Perez · Périchon · Rossetto · Simon · Soupe · Touzé · Van Lerberghe · Vanbilsen · Waeytens · Finé (stagiair) · Leyder (stagiair) · Viviani (stagiair)
Allegaert · Barceló · Berhane · Claeys · Consonni · Edet · Finé · Haas · Hansen · Jesús Herrada · José Herrada · Lafay · Laporte · Le Turnier · Lemoine · Martin · Maté · Mathis · Morin · Perez · Périchon · Rossetto · Sabatini · Touzé · Vanbilsen · Vermote · A. Viviani · E. Viviani  · Prodhomme (stagiair) · Zanoncello (stagiair)
Allegaert · Barceló · Berhane · Bohli · Carvalho · Champion · Consonni · Drucker · Edet · Fernández · Finé · Geschke · Haas · Jesús Herrada · José Herrada · Lafay · Laporte · Martin · Morin · Perez · Périchon · Rochas · Sabatini · Sajnok · Vanbilsen · A. Viviani · E. Viviani · Wallays · Toumire (stagiair) · Zingle (stagiair) · Lebreton (stagiair)
Allegaert · Armée · Bidard · Bohli · Carvalho · Champion · Cimolai · Consonni · Coquard · Delettre · Fernández · Finé · Geschke · Jesús Herrada · José Herrada · Izagirre · Kreder · Lafay · Martin · Perez · Périchon · Renard · Rochas · Sajnok · Thomas · Toumire · Vanbilsen · Villella · Wallays · Walscheid · Zingle · Kolze Changizi (stagiair) · Lecamus-Lambert (stagiair) · Wood (stagiair)
Allegaert · Bidard · Carvalho · Champion · Cimolai · Consonni · Coquard · Delettre · Fernández · Finé · Geschke · Jesús Herrada · José Herrada · Izagirre · Kreder · Lafay · Lastra · Mariault · Martin · Noppe · Perez · Périchon · Renard · Rochas · Thomas · Toumire · Wallays · Walscheid · Wood · Zingle · Gudnitz (stagiair) · Knight (stagiair) · Larmet (stagiair)